# Fushigi no umi no Nadia
Fushigi no umi no Nadia (jap. ふしぎの海のナディア) – serial anime wyprodukowany przez studia Gainax i Korak. Premierowo emitowany był na kanale NHK od 13 kwietnia 1990 do 12 kwietnia 1991 i liczył 39 odcinków.
Serial inspirowany jest głównie dziełami Juliusza Verne’a, w szczególności Dwudziestoma tysiącami mil podmorskiej żeglugi i postacią Kapitana Nemo. Do stworzenia serii wykorzystano niezrealizowany koncept stworzony na podstawie wspomnianej książki przez Hayao Miyazakiego. W serialu pojawia się wiele aluzji do innych anime np. do Macrossa czy Uchū senkan Yamato.

## Fabuła
Akcja toczy się w alternatywnej rzeczywistości w roku 1889. W Paryżu podczas Expo 14-letni Jean Roque Raltique, który jest pochodzącym z Hawru zapalonym wynalazcą zakochuje się w przypadkowo spotkanej ciemnoskórej dziewczynie o imieniu Nadia, która pracuje jako akrobatka w cyrku. Nieznająca swojego pochodzenia Nadia jest właścicielką tajemniczego kryształu zwanego Błękitną Wodą, który skrywa w sobie ogromną moc. Z tego powodu Nadia i jej udomowione lwiątko King znajdują się na celowniku trójki złodziejaszków pragnących odebrać jej skarb. Nadia i Jean są zmuszeni uciekać przed nimi, w konsekwencji rozbijają się na wodach Atlantyku stworzonym przez Jeana samolotem. W splocie wydarzeń chłopak i dziewczyna trafiają na pokład zaawansowanej technologicznie łodzi podwodnej Nautilus, dowodzonej przez tajemniczego kapitana Nemo. Załoga Nautilusa walczy z armią Neo-Atlantydy na której czele stoi żądny władzy nad światem tyran zwany Gargulcem, który chce w tym celu posiąść Błękitną Wodę. Jean i Nadia trafiają opanowaną przez Gargulca wyspę, skąd udaje im się uratować małą dziewczynkę o imieniu Marie. Po pomocy udzielonej przez trójkę złodziei i uratowaniu grupy przez Nautilusa bohaterowie decydują się dołączyć do jego załogi, gdzie przeżywają wiele przygód walcząc z Neo-Atlantydą oraz ostatecznie dowiadują się o tajemnicy Błękitnej Wody. Na jaw wychodzą również stosunki między Nadią a kapitanem Nemo.

## Obsada głosowa
- Nadia: Yoshino Takamori
- Jean Roque Raltique: Noriko Hidaka
- Marie: Yūko Mizutani
- Nemo: Akio Ōtsuka
- Grandis Granva: Kumiko Takizawa
- Sanson: Ken'yū Horiuchi
- Hanson, King: Toshiharu Sakurai
- Electra: Kikuko Inoue
- Gargulec: Motomu Kiyokawa
- Neo: Kaneto Shiozawa
- Ayerton Grenavan: Kōichi Yamadera